# Patagonotothen ramsayi
Patagonotothen ramsayi , marujo, bacalao de roca o notothenia, es una especie bentopelágica de pez de aletas radiadas de la familia Nototheniidae. Los nototenidos son originarios de la Plataforma Patagónica en el Oceano Atlantico suroeste.,entre los cuales esta especie es más abundante dominando entre los peces demersales de tamaño medio en el área, y fue una especie de importancia comercial.

## Taxonomía
Esta especie fue descrita originalmente como Notothenia ramsayi por Charles T. Regan, quien recogió el holotipo del Banco Burdwood en 1903 durante la Expedición Antártica Nacional Escocesa, y posteriormente escribió mal el nombre binomial como Patagonotothen longipes ramsayi . Actualmente ambos son sinónimos de Patagonotothen ramsayi.
Esta especie recibió su nombre en memoria de Allan G. Ramsay, jefe de máquinas del Scotia, que falleció en Scotia Bay, Islas Orcadas del Sur el 6 de agosto de 1903.

## Descripción
La especie alcanza una longitud total máx. (LT) de 44 centímetros, y se caracteriza por sus 7 espinas dorsales, 32-35 radios blandos dorsales, ausencia de espinas anales, 32-34 radios blandos anales, 51-52 vértebras, 11-12 escamas de la línea lateral superior y 49-54 escamas de la línea lateral inferior. La aleta caudal es redondeada. Las aletas anales y ventrales y la garganta de los machos mayores son de color negro intenso.

## Distribución
Esta especie se encuentra en la plataforma patagónica entre los 36°S hasta los 56°S, en el borde sur del Burdwood Bank, desde 50 metros hasta una profundidad máxima de 500 metros. Hacia el oeste la especie ingresa al Estrecho de Magallanes pero no se encuentra en el lado chileno.
La especie se distribuye de manera desigual en las áreas cubiertas. Las poblaciones más densas se encuentran al norte de los 40°S y en el banco Burdwood, con densidades de población más bajas entre estas áreas. La densidad de población disminuye drásticamente desde la profundidad 400 metro en adelante.
Las áreas al norte de 42°S se caracterizan por el predominio de individuos de longitud 15-20 centímetros en todo el rango de profundidad, mientras que en Burdwood Bank y en áreas entre 46° y 52°S los individuos de diferentes longitudes están distribuidos más uniformemente con un rango de longitud de 4 a 37 centímetros (1,57-14,6 en). Individuos de longitud inferior a 10 centímetros sólo se encuentran en aguas menos profundas, alcanzando una profundidad de 130 m en el banco Burdwood. A medida que aumenta la profundidad, la proporción de peces de longitud 20 centímetros o más aumentos.
La distribución y abundancia de esta especie está altamente correlacionada con la temperatura del agua. La densidad de población es mayor en áreas con temperaturas de hasta 8,0 °C. Zonas con temperaturas más altas de hasta 10,9 °C están escasamente pobladas y aquellas con temperaturas superiores a 11 °C están despobladas.

## Ecología
En general, esta especie es un alimentador bentónico con una dieta moderadamente diversa  que se alimenta principalmente de zooplancton, especialmente aquellos de origen crustáceo (p. ej. anfípodos ) y gelatinosos. La dieta de los juveniles de longitud total de 10 a 16 cm incluye principalmente copépodos en verano y la medusa peine Mnemiopsis leydyi en invierno. Adultos de longitud total 17–34 cm consumen principalmente plancton en verano, siendo de primordial importancia las medusas y las salpas . En invierno, capturan principalmente animales bentónicos, principalmente estrellas de mar y langosta krill ( Munida spp.) y medusas. Durante la temporada de pesca, también se recogen las capturas incidentales desechadas en las pesquerías de arrastre, principalmente calamares.
La madurez sexual se alcanza con la longitud total 27,6 centímetros y 24,3 centímetros para machos y hembras respectivamente. La edad de madurez sexual es de 4 a 7 años para los machos y de 4 a 8 años para las hembras.
Alrededor de las Islas Falkland (Malvinas), la fecundidad total oscila entre 24.300 y 76.700 huevos. El desove ocurre de junio a agosto por la noche en los descansos de la plataforma y alcanza su punto máximo en junio. El peso del huevo por huevo oscila entre 0,003 gramos y aproximadamente 0,005 gramos. El análisis de las distribuciones de frecuencia de tallas a lo largo del año y las proporciones de sexos de los peces maduros durante la temporada de desove indican un posible comportamiento de anidación y protección de nidos en los peces macho, similar a otros nototenos.
Después del colapso de las poblaciones de polaca o bacaladilla austral en el Atlántico sudoccidental en 2004-2007, esta especie superó su papel ecológico y exhibió un aumento de capturas de 20 a 30 veces. Es una importante fuente de alimento para todos los peces depredadores y una especie clave en el ecosistema del Atlántico suroeste junto con el calamar (Doryteuthis gahi) ; representa aproximadamente la mitad del consumo de alimentos en merluza, bacalao o profundidad o austromerluza, rosada o congrio y algunas rayas. Su importancia aumenta a medida que aumenta el tamaño del depredador, sustituyéndolo gradualmente por un calamar de tamaño similar. La explosión de la abundancia de esta especie coincidió con un aumento de inmigrantes estacionales que se aprovechan de esta especie (merluzas y rosadas/congrios), lo que puede haber cambiado su ritmo y patrones migratorios para aprovecharse de esta especie de manera más eficiente.
Esta especie es de crecimiento relativamente lento y tiene mayor longevidad en comparación con otros nototenidos, alcanzando una edad máx. de 14 años.
Individuos del Banco Burdwood tienen tasas de crecimiento más bajas y una mayor longevidad que las de otras áreas, lo que se debe a las temperaturas más bajas en esta zona.

## Relación con los humanos
Se describe que la carne de color blanco tiene "un olor a algas y mariscos, un sabor dulce y carnoso, bastante similar al bacalao, y una textura firme y elástica". Además, se considera una especie sana y nutritiva para el consumo humano por su alto contenido en proteínas y moderado contenido en grasas, similar a otras especies explotadas comercialmente como la merluza, el fletán, la lubina y el bacalao, y su alta concentración de Omega- 3 ácidos grasos y vitamina E. La pulpa, con un rendimiento medio de alrededor del 40%, también contiene cantidades importantes de magnesio, calcio y potasio.
La pesca comercial a gran escala comenzó en 1985, cuando las flotas pesqueras de la Unión Soviética desembarcaron 5.969 toneladas (6.580 toneladas) ese año. Más recientemente, en 2011, los desembarques totales ascendieron a 30.613 toneladas (33.745 toneladas).